# IndiePub

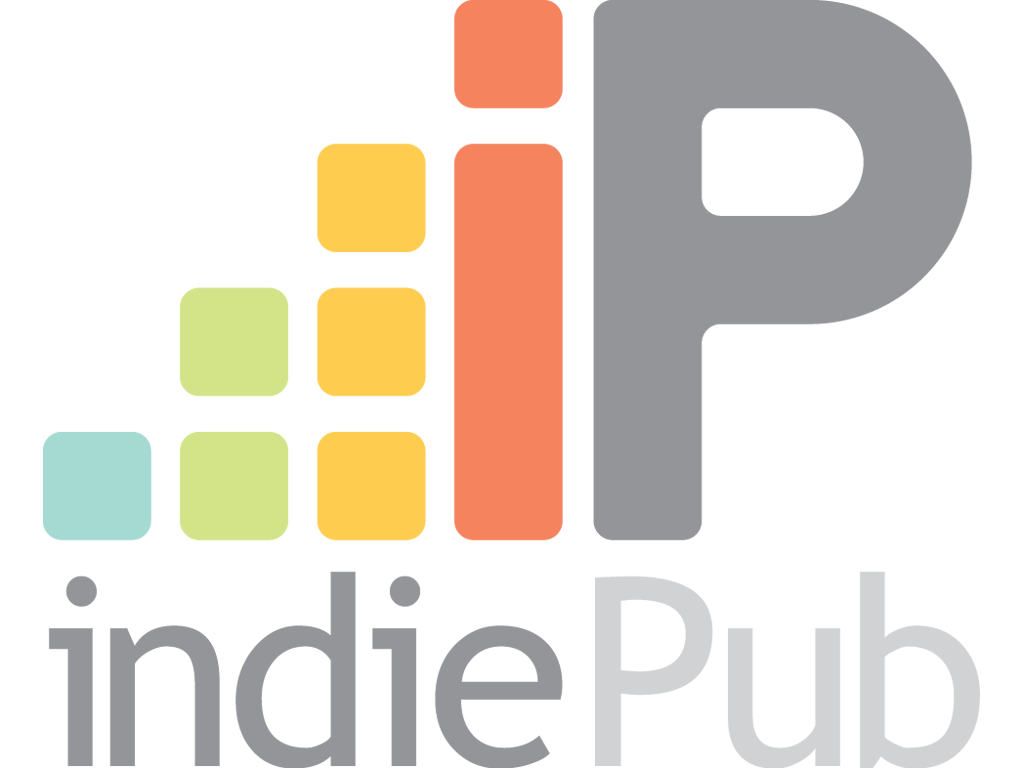
Logo oficial da indiepub

indiePub Entertainment, Inc. (antiga Zoo Games, Inc.) é uma empresa distribuidora de jogos eletrônicos com base em Cincinnati, Estados Unidos.